# Майонеза
Майонеза (на френски: mayonnaise) е хранителен продукт, особен вид емулсия, получена вследствие на разбиване на яйчени жълтъци с постепенно добавяне на растително масло, оцет или лимон и сол.
Истинската майонеза трябва да съдържа 65% растително масло и яйца. Ако продуктът съдържа по-малко от 65% масло, той се нарича майонеза тип сос. Такива продукти с намалено съдържание на мазнини са салатени сосове.
Майонезата е основен сос в студената кухня. Към майонезата може да се добавят различни продукти, например горчица, като готовият продукт пак се нарича майонеза, но с уточняване на името.
Майонезата днес се употребява най-вече в сандвичи, за направа на най-различни видове салати, например картофена салата и руска салата, и по-рядко за готвене.
Майонезата, която се продава в магазините днес съдържа предимно растително масло, модифицирана скорбяла, емулгатори и консерванти.